# Pierre Montel (karaté)
Ne doit pas être confondu avec Pierre Montel (homme politique).
Pour les articles homonymes, voir Montel.
Pierre Montel est un karatéka français, né le 8 mars 1952, à Paris. Il est surtout connu pour avoir remporté l'épreuve de kumite individuel masculin plus de 80 kilos aux championnats d'Europe de karaté 1977, organisés à Paris.
En 2005 Pierre Montel fut élu président de la ligue du Val d'Oise de Karaté. 

## Résultats
| Résultat      | Date | Épreuve                   | Catégorie | Compétition                | Ville hôte       |
| ------------- | ---- | ------------------------- | --------- | -------------------------- | ---------------- |
| Médaille d'or | 1977 | Kumite individuel + 80 kg | Seniors   | Championnats d'Europe 1977 | Paris, en France |